# Hardiya (Saptari)
Hardiya – gaun wikas samiti we wschodniej części Nepalu w strefie Sagarmatha w dystrykcie Saptari. Według nepalskiego spisu powszechnego z 2001 roku liczył on 906 gospodarstw domowych i 5066 mieszkańców (2535 kobiet i 2531 mężczyzn).